# عومر بارليف
عومر بارليف (بالعبرية: עמר בר-לב‏) (بالعبرية: עומר בר-לב؛ ولد 2 أكتوبر 1953) سياسي إسرائيلي وعضو حزب العمل.